# 那須高原

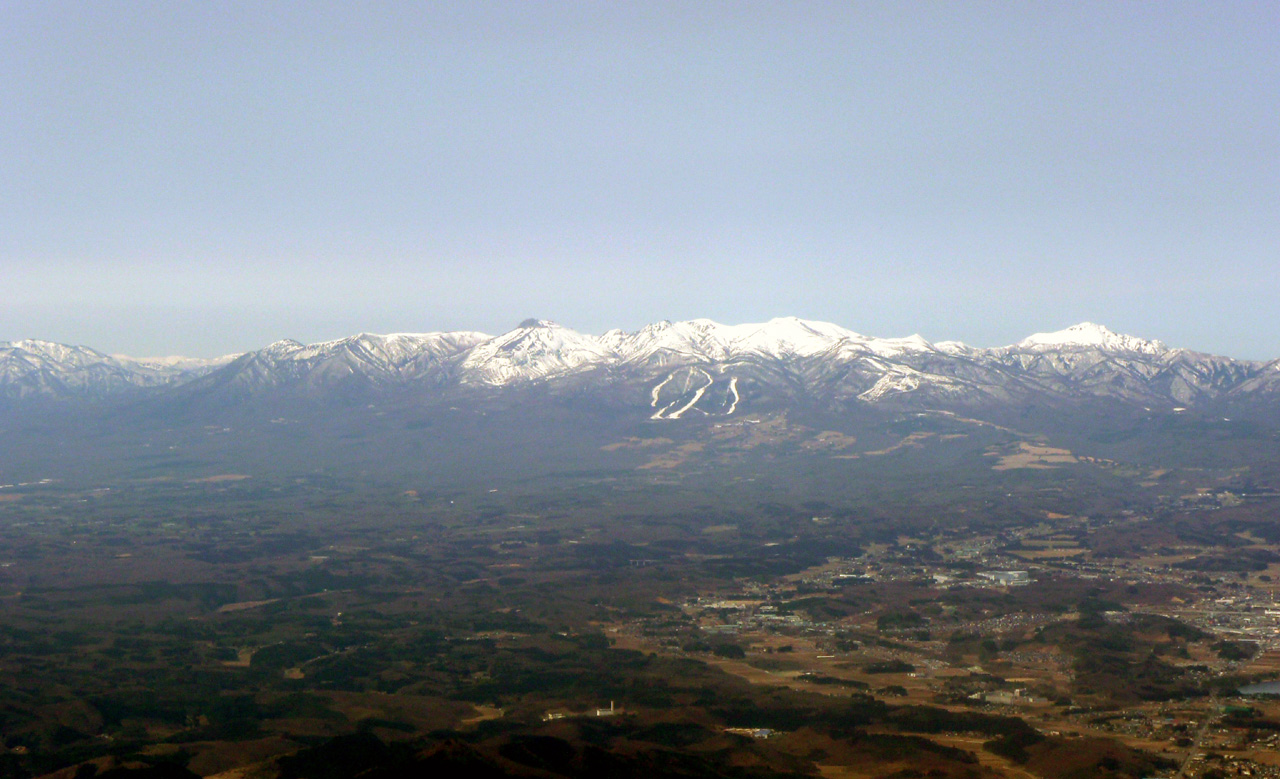
那須高原

那須高原（なすこうげん）とは、栃木県北部の那須岳の南側山麓地域を言い、那須岳の標高千数百メートルの地域より東北本線、国道4号が通る標高300m辺りまで、緩やかな斜面が広がる。また、那珂川を挟んで那須野が原、那須高原の北西側は福島県の甲子高原に連なる。

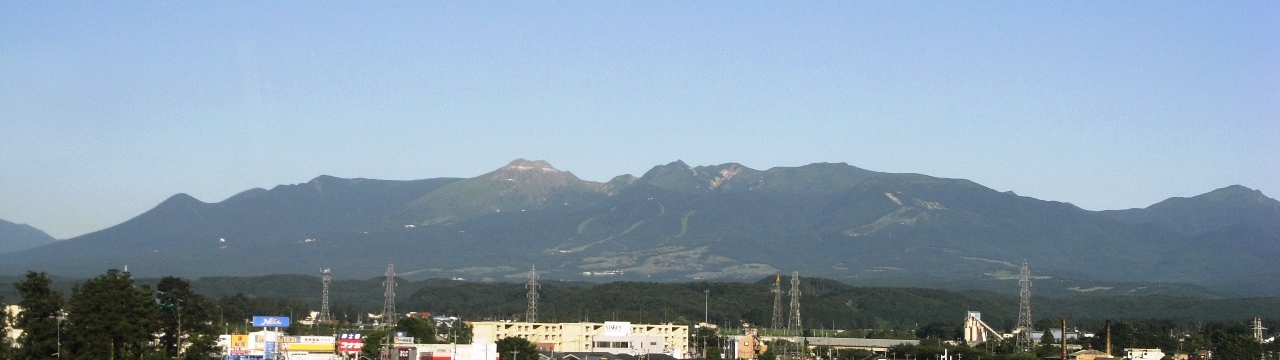
白河市より見る那須岳と那須高原（2007/07）
中腹に多くの建物・施設が見える

## 概要

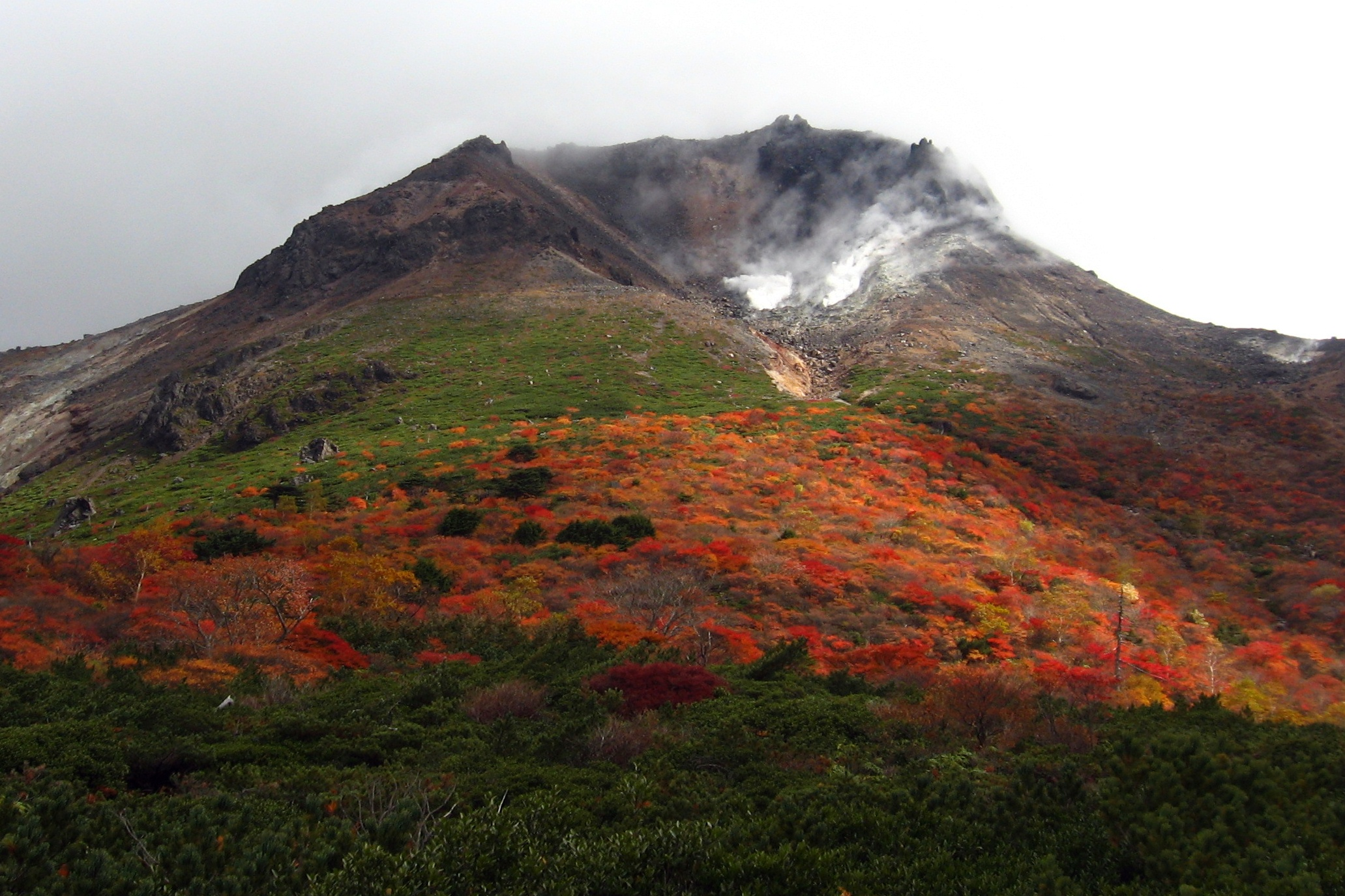
那須岳の紅葉

那須高原は古くから那須温泉郷で知られた観光地で、1926年（大正15年）に開かれた那須御用邸があることでも有名である。
那須岳を初めとする登山、ハイキングコースが整備され、山麓には牧場、遊園地、ホテル、ペンション、美術館、リゾート施設、ショッピング施設、動物園、キャンプ場などの観光、ゴルフ場、スキー場、テニスコートなどのスポーツ施設、別荘分譲地や保養所などが数多く立地している。
東北自動車道や東北新幹線が通じており、東京から日帰り可能な日本有数のリゾート地域となっている。雄大な自然に恵まれ、夏は涼しく、春はレンゲツツジ、秋のリンドウ、紅葉など四季折々に変化に富んだ美しさと泉質が各地で異なる那須温泉郷を楽しむことができる。
東北自動車道那須ICに接する那須街道（栃木県道17号那須高原線）が那須高原内の各観光施設へのメインアクセスルートとなっており、道の駅那須高原友愛の森もこの街道沿いにある。
2011年（平成23年）5月22日には那須御用邸の敷地の約半分が一般開放され那須平成の森として開園し、同時期に観光案内施設として那須平成の森フィールドセンターと那須高原ビジターセンターが設置された。

## 気候
| 那須高原（1991年 - 2020年）の気候 | 那須高原（1991年 - 2020年）の気候 | 那須高原（1991年 - 2020年）の気候 | 那須高原（1991年 - 2020年）の気候 | 那須高原（1991年 - 2020年）の気候 | 那須高原（1991年 - 2020年）の気候 | 那須高原（1991年 - 2020年）の気候 | 那須高原（1991年 - 2020年）の気候 | 那須高原（1991年 - 2020年）の気候 | 那須高原（1991年 - 2020年）の気候 | 那須高原（1991年 - 2020年）の気候 | 那須高原（1991年 - 2020年）の気候 | 那須高原（1991年 - 2020年）の気候 | 那須高原（1991年 - 2020年）の気候 |
| 月                                | 1月                               | 2月                               | 3月                               | 4月                               | 5月                               | 6月                               | 7月                               | 8月                               | 9月                               | 10月                              | 11月                              | 12月                              | 年                                |
| --------------------------------- | --------------------------------- | --------------------------------- | --------------------------------- | --------------------------------- | --------------------------------- | --------------------------------- | --------------------------------- | --------------------------------- | --------------------------------- | --------------------------------- | --------------------------------- | --------------------------------- | --------------------------------- |
| 最高気温記録 °C （°F）            | 12.7 (54.9)                       | 16.8 (62.2)                       | 21.1 (70)                         | 26.8 (80.2)                       | 29.6 (85.3)                       | 30.3 (86.5)                       | 31.8 (89.2)                       | 32.2 (90)                         | 29.5 (85.1)                       | 24.6 (76.3)                       | 20.0 (68)                         | 17.4 (63.3)                       | 32.2 (90)                         |
| 平均最高気温 °C （°F）            | 1.9 (35.4)                        | 2.7 (36.9)                        | 6.8 (44.2)                        | 13.0 (55.4)                       | 18.2 (64.8)                       | 20.7 (69.3)                       | 24.3 (75.7)                       | 25.4 (77.7)                       | 21.4 (70.5)                       | 16.1 (61)                         | 10.9 (51.6)                       | 5.1 (41.2)                        | 13.9 (57)                         |
| 日平均気温 °C （°F）              | −1.7 (28.9)                       | −1.3 (29.7)                       | 2.0 (35.6)                        | 7.8 (46)                          | 13.0 (55.4)                       | 16.4 (61.5)                       | 20.2 (68.4)                       | 21.0 (69.8)                       | 17.3 (63.1)                       | 11.8 (53.2)                       | 6.4 (43.5)                        | 1.1 (34)                          | 9.5 (49.1)                        |
| 平均最低気温 °C （°F）            | −5.3 (22.5)                       | −5.3 (22.5)                       | −2.4 (27.7)                       | 2.6 (36.7)                        | 7.7 (45.9)                        | 12.3 (54.1)                       | 16.7 (62.1)                       | 17.5 (63.5)                       | 13.8 (56.8)                       | 7.7 (45.9)                        | 2.0 (35.6)                        | −2.6 (27.3)                       | 5.4 (41.7)                        |
| 最低気温記録 °C （°F）            | −11.7 (10.9)                      | −12.1 (10.2)                      | −10.4 (13.3)                      | −4.0 (24.8)                       | −2.3 (27.9)                       | 3.6 (38.5)                        | 8.7 (47.7)                        | 8.9 (48)                          | 3.2 (37.8)                        | −1.2 (29.8)                       | −6.1 (21)                         | −10.2 (13.6)                      | −12.1 (10.2)                      |
| 降水量 mm （inch）                | 52.6 (2.071)                      | 42.8 (1.685)                      | 101.6 (4)                         | 139.6 (5.496)                     | 180.8 (7.118)                     | 220.5 (8.681)                     | 305.7 (12.035)                    | 303.9 (11.965)                    | 305.3 (12.02)                     | 212.6 (8.37)                      | 89.2 (3.512)                      | 60.1 (2.366)                      | 2,014.7 (79.319)                  |
| 降雪量 cm （inch）                | 103 (40.6)                        | 79 (31.1)                         | 45 (17.7)                         | 7 (2.8)                           | 0 (0)                             | 0 (0)                             | 0 (0)                             | 0 (0)                             | 0 (0)                             | 0 (0)                             | 4 (1.6)                           | 55 (21.7)                         | 296 (116.5)                       |
| 平均降水日数 （≥1.0 mm）          | 9.1                               | 8.3                               | 10.4                              | 11.3                              | 12.1                              | 15.9                              | 18.3                              | 17.0                              | 14.8                              | 11.5                              | 8.3                               | 9.1                               | 146.0                             |
| 平均降雪日数                      | 11.5                              | 8.8                               | 5.5                               | 0.6                               | 0.0                               | 0.0                               | 0.0                               | 0.0                               | 0.0                               | 0.0                               | 0.4                               | 5.9                               | 33.0                              |
| 平均月間日照時間                  | 131.0                             | 129.0                             | 156.4                             | 170.4                             | 169.1                             | 108.8                             | 98.7                              | 115.3                             | 98.9                              | 115.1                             | 130.1                             | 132.6                             | 1,555.2                           |
| 出典1：気象庁                     |                                   |                                   |                                   |                                   |                                   |                                   |                                   |                                   |                                   |                                   |                                   |                                   |                                   |
| 出典2：気象庁                     |                                   |                                   |                                   |                                   |                                   |                                   |                                   |                                   |                                   |                                   |                                   |                                   |                                   |

## 周辺のイベント
- 那須町｜那須町健康マラソン大会　2007年12月2日
- 那須町｜那須町駅伝大会　2007年10月14日
- 那須町｜那須九尾まつり　2007年9月30日

## 周辺の観光ポイント
- 那須岳
- 那須温泉神社
- 殺生石
- 那須ロープウェイ
- 那須高原恋人の聖地展望台
- 八幡のつつじ群落
- つつじ吊橋
- 那須平成の森
- 那須どうぶつ王国
- 那須ハイランドパーク
- 那須サファリパーク
- マウントジーンズスキーリゾート那須
- 那須温泉ファミリースキー場
- 白河高原スキー場（閉鎖）
- 南ヶ丘牧場
- 那須高原りんどう湖ファミリー牧場（旧：那須りんどう湖 LAKE VIEW）
- 那須温泉郷
- 板室温泉
- 三斗小屋温泉
- ニキ美術館
- 沼原湿原

## 交通

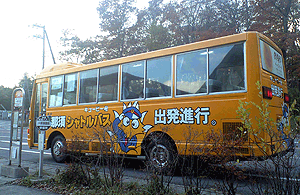
那須シャトルバス「キュービー号」

- 鉄道利用の場合、JR東日本の那須塩原駅（東北新幹線、宇都宮線） または 黒磯駅（宇都宮線、東北本線）から、路線バス または タクシー利用となる。
  - 黒磯駅および那須塩原駅からは路線バスの便が多くある（早朝・夜間は黒磯駅発着のみとなる）。（東野交通バス時刻表検索＠アットとちぎ）。
  - 那須温泉旅館協同組合の加盟旅館に宿泊する場合は、那須塩原駅西口発着の無料の送迎バス「りんどう号」を利用することもできる。
- 高速バス利用の場合、新宿駅JR高速バスターミナルから那須塩原リゾートエクスプレス号が那須湯本温泉（殺生石手前の那須温泉神社付近）まで運行している（時刻表）。
- マイカー利用の場合、東北自動車道の黒磯板室インターチェンジ、那須インターチェンジ、那須高原スマートIC（ETC車限定）、白河インターチェンジを利用。
- 公共交通機関を利用して那須高原を訪れる観光客の那須内のアクセスを向上するため、那須高原観光周遊バス「那須シャトルバス きゅーびー号」が道の駅那須高原友愛の森を基点に那須温泉郷や那須高原の観光地（那須サファリパーク、南ヶ丘牧場、那須湯本、新那須、那須高原りんどう湖ファミリー牧場、お菓子の城那須ハートランドなど）を周回運行している。

## ギャラリー

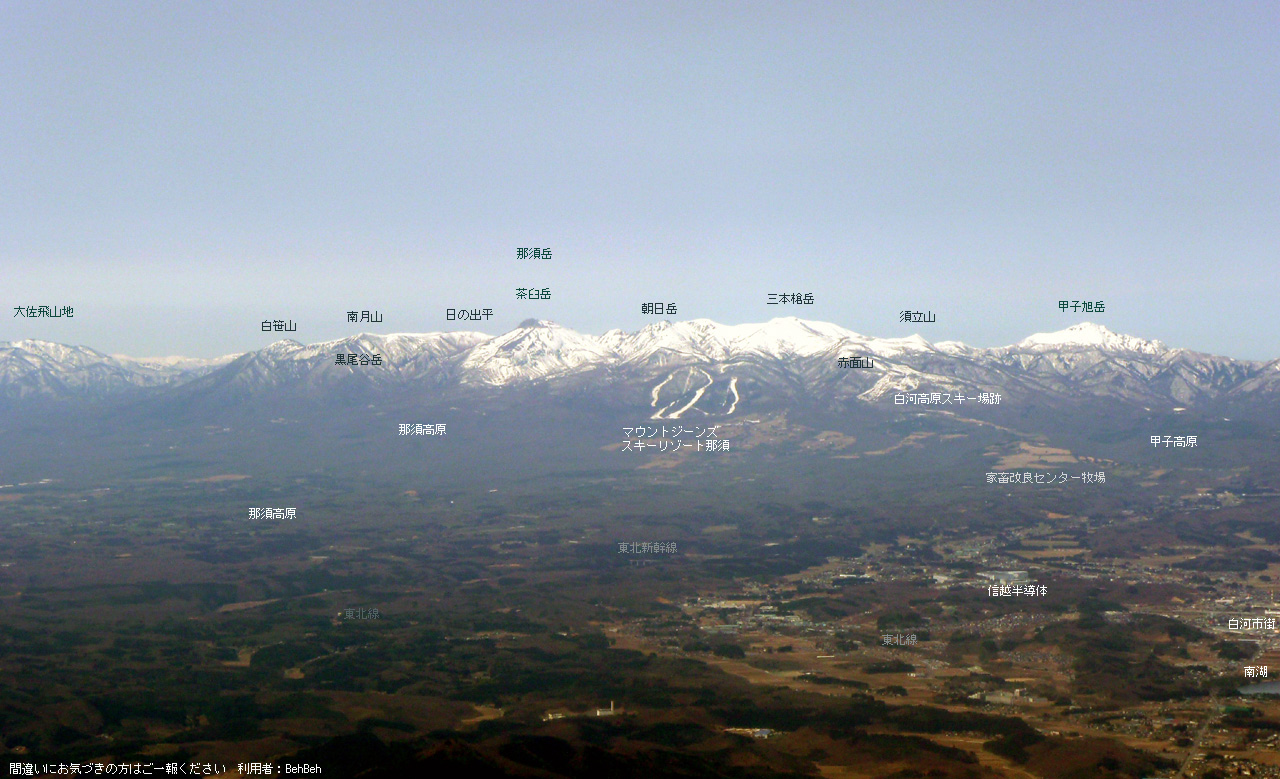
那須高原。那須岳の南山麓に広がるなだらかな裾野部分。白河市側より撮影。
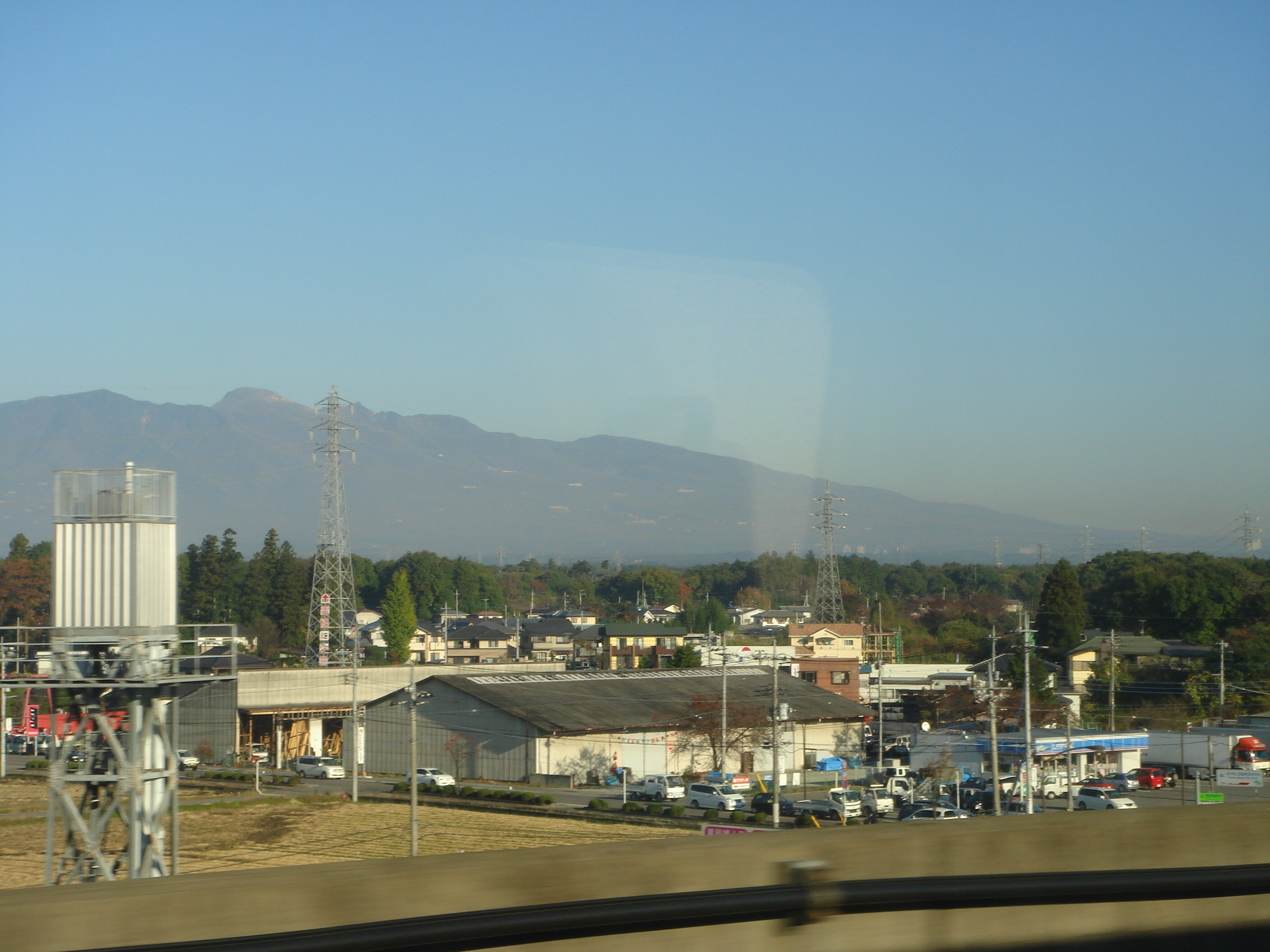
那須高原。那須塩原市を通過中の新幹線車窓より。ホテルなどの建物が見える。